# 中国底层访谈录
《中国底层访谈录》上下卷由廖亦武用筆名“老威”於2001年公开出版，引起强烈反响。
2002年6月，因耶鲁大学康正果先生的力荐，《中国底层访谈录》三卷全本由台湾麦田出版社推出，在彼岸文化界引起反响。与此同时，获得《倾向》文学奖。在颁奖仪式上，中国独立笔会主席刘宾雁和副主席郑义对其创作高度评价。